# Rudolf Thiel (Politiker)

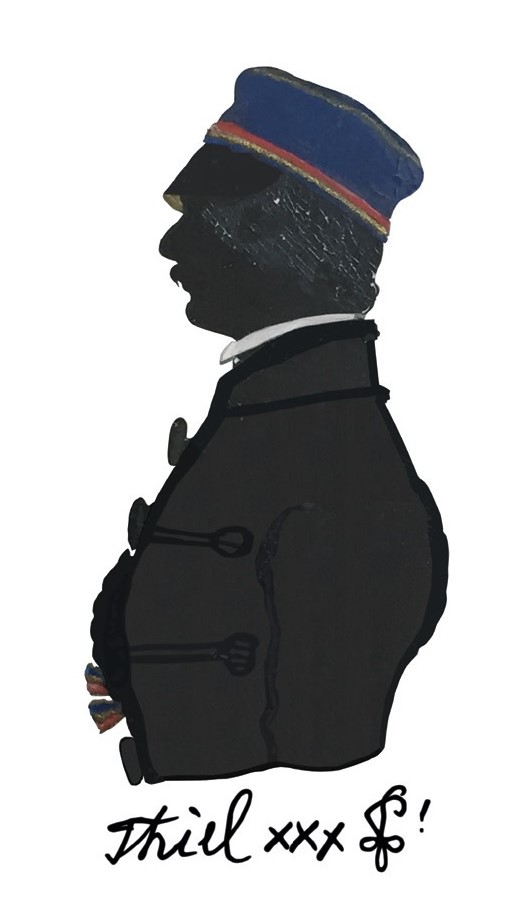
Rudolf Thiel als Lausitzer (1845)

Rudolf Thiel (* 27. August 1825 in Bautzen; † 31. Januar 1884 ebenda) war ein deutscher Rechtsanwalt und Reichstagsabgeordneter.
Thiel besuchte das Gymnasium Bautzen und studierte Rechtswissenschaft an der Universität Leipzig. 1845 wurde er im Corps Lusatia Leipzig rezipiert. Nach den Examen war er Rechtsanwalt in seiner Heimatstadt. Von 1871 bis 1874 war er Mitglied des Deutschen Reichstags für die Nationalliberale Partei und den Reichstagswahlkreis Königreich Sachsen 3 (Bautzen–Kamenz).
Rudolf Thiel war seit 1864 verheiratet mit Margarethe Cölestine Fischer (1830–1911), einer Tochter des Papierfabrikanten Carl Friedrich August Fischer.